# Al Jackson
Alvin Jackson, detto Al (Cleveland, 29 luglio 1943), è un ex cestista statunitense, professionista nella NBA.

## Carriera
Non selezionato al Draft NBA 1967, disputò due partite con i Cincinnati Royals nel 1967-68.